# Afzélie

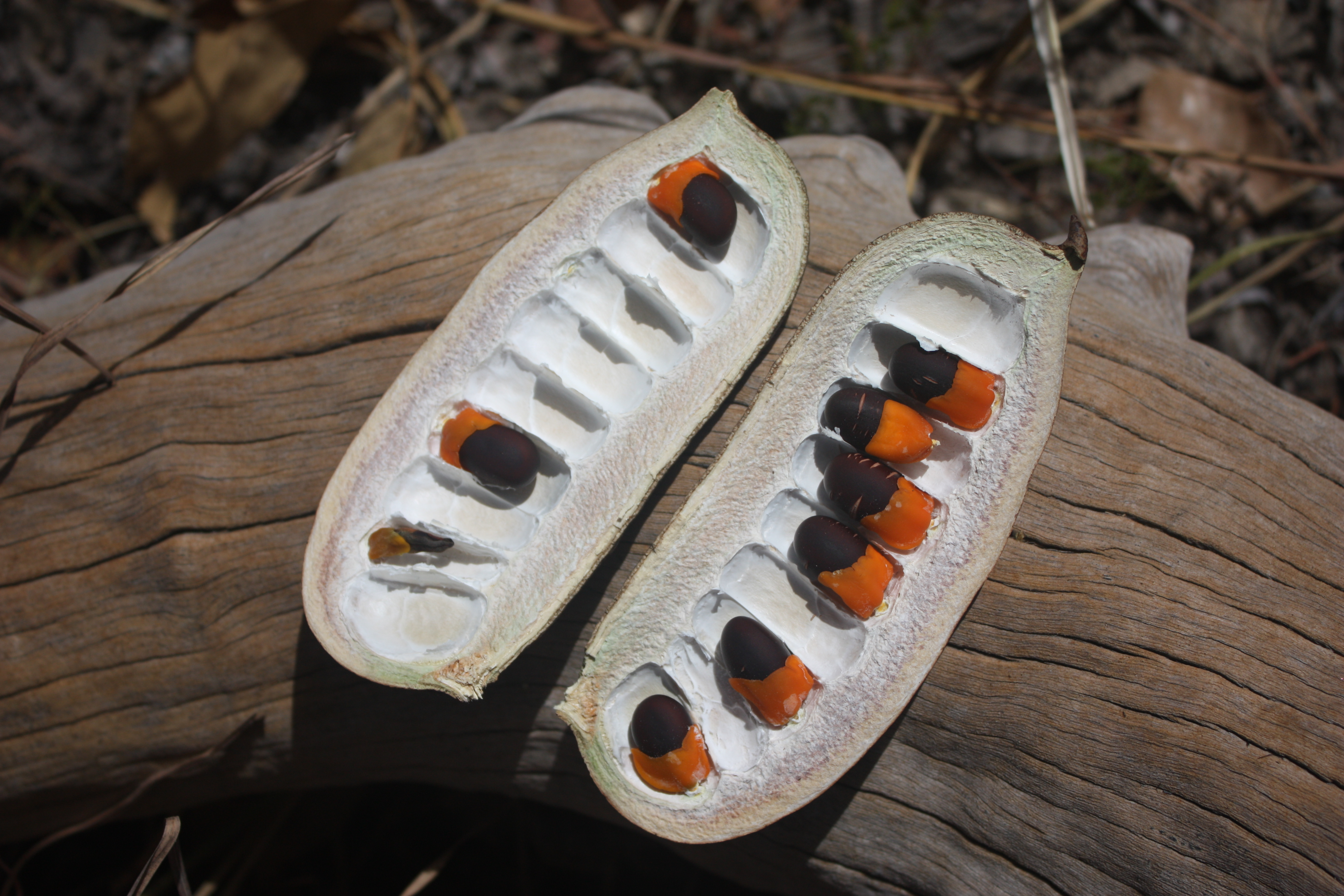
Rozpůlený plod Afzelia africana

Afzélie (Afzelia) je rod rostlin z čeledi bobovité. Zahrnuje 11 až 12 druhů, rozšířených v tropické Africe a Asii. Jsou to stromy se zpeřenými listy a nápadnými květy s jediným korunním lístkem. Africké druhy náležejí mezi vyhledávané stromy pro těžbu dřeva.

## Popis
Afzélie jsou tropické stromy dorůstající výšky až přes 40 metrů. Listy jsou sudozpeřené, složené z několika párů kožovitých lístků. Palisty jsou drobné a opadavé. Květy jsou velké, dekorativní a vonné, často růžovočervené, oboupohlavné, stopkaté, ve vrcholových nebo úžlabních hroznech často skládajících laty nebo svazečky. Květy mají na bázi miskovitou češuli. Kalich je trubkovitý, zakončený 4 kožovitými laloky. Koruna je tvořena jediným okrouhlým až ledvinitým, dlouze nehetnatým lístkem, ostatní korunní lístky jsou zakrnělé nebo zcela chybějí. Tyčinek je 7 nebo 8, jsou poněkud kratší než koruna, na bázi srostlé nebo volné. Mimo plodných tyčinek jsou v květech přítomna 2 drobná sterilní staminodia. Semeník je stopkatý, s několika až mnoha vajíčky a dlouhou nitkovitou čnělkou zakončenou drobnou bliznou. Plody jsou velké, podlouhlé, lehce zploštělé, tlusté, dřevnaté, pukající 2 tlustými chlopněmi. Obsahují hladká, vejcovitá až podlouhlá semena oddělená v plodu přehrádkami a obklopená tenkou dužninou. Na bázi semen je tvrdý, jasně zbarvený (žlutý, oranžový nebo červený) míšek.

## Rozšíření
Rod afzélie zahrnuje 11 nebo 12 druhů. Je rozšířen v tropické Africe a Asii. Nejvíce druhů se vyskytuje v rovníkové Africe. Stromy nejčastěji rostou v sekundárních a spíše poloopadavých než stálezelených lesích, často v zaplavovaných oblastech.

## Taxonomie
Několik druhů, dříve řazených do rodu Afzelia, je v současné taxonomii řazeno do rodu Intsia.

## Ekologické interakce
Semena afzélií mají velký míšek a jsou vyhledávána zoborožci. Na zemi semena sbírají a rozšiřují hlodavci.

## Význam
Některé africké druhy, zejména Afzelia africana, A. bella, A. bipindensis, A. bracteata, A. pachyloba a A. quanzensis, jsou zdrojem ceněného dřeva, obchodovaného pod jménem doussie. Je tvrdé, pevné, odolné vůči rozkladu a termitům a je používáno na dlabané kánoe, nábytek, obklady a podobně. Ceněno je i dřevo asijských druhů, zejména Afzelia rhomboidea. Semena afzelií jsou používána na výrobu náhrdelníků a jiných ozdobných předmětů. Kůra je zdrojem tříslovin. Barvivem ze semen A. quanzensis se barví rohože a přírodní látky. Plody Afzelia africana slouží domorodcům v nouzi jako potrava. Druh Afzelia xylocarpa, pocházející z Indočíny, je v Asii používán při léčení očních chorob a bolestí zubů. Dřevo je velmi ceněno v tesařství a nadměrnou těžbou došlo až k ohrožení tohoto druhu.

## Přehled druhů a jejich rozšíření
- Afzelia africana – tropická Afrika
- Afzelia bella – tropická Afrika
- Afzelia bipindensis – tropická Afrika
- Afzelia bracteata – západní rovníková Afrika
- Afzelia javanica – Sumatra, Jáva
- Afzelia martabanica – Barma
- Afzelia pachyloba – tropická Afrika
- Afzelia peturei – Demokratická Republika Kongo (Zaire)
- Afzelia quanzensis – tropická a jižní Afrika
- Afzelia rhomboidea – Malajsie a Indonésie
- Afzelia xylocarpa – Barma až Vietnam